# Thunderhead Mountain
Thunderhead Mountain est un sommet des monts Great Smoky, aux États-Unis. Il culmine à 1 685 mètres d'altitude à la frontière du comté de Swain et du comté de Blount, respectivement en Caroline du Nord et au Tennessee. Il est protégé au sein du parc national des Great Smoky Mountains. On l'atteint par le sentier des Appalaches.